# Лев Парнас
Лев Парнас (нар. 6 лютого 1972 р., Одеса) — американський бізнесмен українського походження, радник ексмера Нью-Йорка Руді Джуліані, свідок у справі імпічменту Президента США Дональда Трампа.

## Життєпис
Парнас народився в Одесі у 1972 році в єврейській родині. Емігрував разом із сім'єю до США у віці трьох років; родина проживала спочатку у Детройті, а потім у Нью-Йорку на Брукліні. Навчався у Бруклінському коледжі та Коледжі Баруха. 
Працював у компанії Kings Highway Realty. У 1995 році переїхав до Флориди і почав роботу брокером. Пізніше він заснував власну компанію, Parnas Holdings. Після невдалого кінопродукту він співпрацював з Ігорем Фруманом у енергетичному підприємстві. Співпрацював із єврейськими благодійними організаціями у США, Україні та Ізраїлі.
У 2019 році Парнас служив перекладачем для юридичної справи, пов'язаної з олігархом Дмитром Фірташем.
22 жовтня 2021 року суд в Нью-Йорку визнав Лева Парнаса винним у незаконному фінансуванні виборчих кампаній. Зокрема, Парнас визнаний винним у використанні коштів закордонного інвестора з метою вплинути на кандидатів на виборні посади через пожертвування до їхніх виборчих фондів. За даними слідства, Парнас у 2018 році передав 325 тисяч доларів до виборчого фонду, який підтримував тодішнього президента Дональда Трампа.

## Інтернет-ресурси
- Вікісховище має мультимедійні дані за темою: Лев Парнас
- Document production Lev Parnas released on January 14, 2020 by US House Intelligence Committee [Архівовано 18 січня 2020 у Wayback Machine.] Includes letter from Giuliani to Ukrainian President-Elect Zelensky stating he operates with knowledge of President Trump
- Document production Lev Parnas released on January 14, 2020 by US House Judiciary Committee [Архівовано 11 липня 2021 у Wayback Machine.]
- Document production Lev Parnas released on January 17, 2020 by US House Judiciary Committee [Архівовано 21 травня 2021 у Wayback Machine.]
- Cai, Weiyi; Lai, K. K. Rebecca; Parlapiano, Alicia; Patel, Jugal K.; Vogel, Kenneth P. (4 жовтня 2019). Trump's Efforts to Push Ukraine Toward a Biden Inquiry: A Timeline. The New York Times. Архів оригіналу за 24 жовтня 2021. Процитовано 12 жовтня 2019.
- Hayes, Christal (10 жовтня 2019). Lawmakers subpoena Lev Parnas and Igor Fruman, hours after their arrests. USA Today. Архів оригіналу за 26 жовтня 2021. Процитовано 12 жовтня 2019.
- Maddow, Rachel (15 січня 2020). Rachel Maddow Interviews Lev Parnas. TRANSCRIPT: 1/15/20, The Rachel Maddow Show. MSNBC. Архів оригіналу за 15 вересня 2020. Процитовано 20 січня 2020.
- Maddow, Rachel (16 січня 2020). Rachel Maddow Interviews Lev Parnas. TRANSCRIPT: 1/16/20, The Rachel Maddow Show. MSNBC. Архів оригіналу за 19 січня 2020. Процитовано 20 січня 2020.

1. 1 2  Entous, Adam (15 жовтня 2019). How Lev Parnas Became Part of the Trump Campaign's "One Big Family". The New Yorker (англ.). Архів оригіналу за 18 січня 2020. Процитовано 17 жовтня 2019.
2. ↑  Butler, Desmond; Biesekler, Michael; Lardner, Richard (6 жовтня 2019). AP sources: Trump allies pressed Ukraine over gas firm. Associated Press. Архів оригіналу за 7 жовтня 2019. Процитовано 7 жовтня 2019.
3. ↑  Berman, Geoffrey S. United States of America v. Lev Parnas, Igor Fruman, David Correia, and Andrey Kukushkin (PDF) (Sealed indictment). United States District Court for the Southern District of New York. с. 5. Архів (PDF) оригіналу за 12 жовтня 2019. Процитовано 12 жовтня 2019 — через The Wall Street Journal.
4. ↑  Vogel, Kenneth P. (10 жовтня 2019). Giuliani's Ukraine Team: In Search of Influence, Dirt and Money. The New York Times. Архів оригіналу за 11 жовтня 2019. Процитовано 11 жовтня 2019.
5. ↑  Rothfeld, Michael; Protess, Ben; Rashbaum, William; Vogel, Kenneth; Kramer, Andrew (19 грудня 2019). How 2 Soviet Émigrés Fueled the Trump Impeachment Flames. The New York Times. Архів оригіналу за 16 січня 2020. Процитовано 20 січня 2020.
6. ↑  Shimron, Yonat (13 листопада 2019). Why are so many players in the impeachment trial Jewish?. Religion News Service. Архів оригіналу за 15 листопада 2019. Процитовано 23 жовтня 2021. In fact, Vindman, Parnas and Fruman were able to immigrate to the U.S. precisely because they are Jewish.
7. ↑  Entous, Adam (15 жовтня 2019). How Lev Parnas Became Part of the Trump Campaign's "One Big Family". The New Yorker (англ.). ISSN 0028-792X. Архів оригіналу за 18 січня 2020. Процитовано 18 січня 2020.
8. ↑  Giuliani's arrested associates have tangled past. Financial Times. 11 жовтня 2019. Архів оригіналу за 8 грудня 2019. Процитовано 17 жовтня 2019.
9. ↑  Sallah, Michael; Kozyreva, Tanya; Belford, Aubrey (1 жовтня 2019). Congress Wants Answers From Two Men Who Led Smear Campaign Against Biden — Under Giuliani's Direction. BuzzFeed News. Архів оригіналу за 28 грудня 2019. Процитовано 26 жовтня 2019.
10. ↑  Weiss, Michael (19 березня 2014). Married to the Ukrainian Mob. Foreign Policy. Архів оригіналу за 11 липня 2020. Процитовано 12 листопада 2019.
11. ↑  [Лев Парнас визнаний винним в незаконному фінансуванні виборів у США https://www.pravda.com.ua/news/2021/10/23/7311417/ [Архівовано 23 жовтня 2021 у Wayback Machine.]]
12. ↑  Lev Parnas, ex-Giuliani associate, convicted of violating campaign finance laws. Архів оригіналу за 2 листопада 2021. Процитовано 23 жовтня 2021.
13. ↑  Ex-Giuliani associate Parnas found guilty of violating U.S. campaign finance law. Архів оригіналу за 23 жовтня 2021. Процитовано 23 жовтня 2021.
14. ↑  США: суд визнав винним колишнього свідка у справі про імпічмент Трампа. Радіо Свобода (укр.). Архів оригіналу за 23 січня 2022. Процитовано 23 січня 2022.